# Myron
Myron — рід змій родини гомалопсових (Homalopsidae). Представники цього роду мешкають в Австралії, Індонезії і Папуа Новій Гвінеї. Умовно отруйні змії (реальної небезпеки для людини не становлять).

## Види
Рід Myron нараховує 3 види:
- Myron karnsi Murphy, 2011
- Myron resetari Murphy, 2011
- Myron richardsonii Gray, 1849